# Jiří Munzar
Jiří Munzar (*  7. února 1937 v Praze) je český profesor dějin německé literatury, germanista, literární teoretik a autor řady publikací.
Od roku 1971 je profesorem Ústavu germanistiky, nordistiky a nederlandistiky na Filozofické fakultě Masarykovy univerzity v Brně. Předtím působil v letech 1968–1970 na Vysoké škole zemědělské v Brně (dnešní Mendelova univerzita v Brně) a v letech 1962–1968 na Katedře jazyků Československé akademie věd v Praze. V roce 1995 byl oceněn Humboldtovou cenou.

## Vzdělání
V roce 1960 se stal promovaným filologem (ve zkratce prom. fil.) v oborech angličtina, němčina, dánština a ruština. V roce 1967 získal za práci „Ibsen a jeho ohlas v Anglii“ doktorát (ve zkratce PhDr.) a v roce 1982 se stal kandidátem věd (ve zkratce CSc.). Tento titul mu byl udělen za práci „Angažovanost v tvorbě Grahama Greena“. O čtyři roky později, v roce 1986, byl jmenován docentem (ve zkratce doc.) pro obor „germánská literatura“, v roce 1997 pak habilitoval prací „Německá literatura v kontextu. K problematice německo-českých literárních vztahů“, čímž se stal docentem pro obor „německá literatura“. Profesorem (ve zkratce prof.) pro obor dějiny německé literatury byl jmenován v roce 2000. Během své dráhy absolvoval rovněž několik akademických stáží.